# Yūki Ono
Yūki Ono (小野 友樹 Ono Yūki?,  Shizuoka, Prefectura de Shizuoka, Japón, 22 de junio de 1984) es un actor de voz y cantante japonés, afiliado a Atomic Monkey. Algunos de sus papeles más destacados incluyen el de Josuke Higashikata en JoJo's Bizarre Adventure: Diamond is Unbreakable, Taiga Kagami en Kuroko no Basket, Zenkichi Hitoyoshi en Medaka Box, Kaname Tsukahara en Kimi to Boku, Masayuki Hori en Gekkan Shōjo Nozaki-kun y Jun Isashiki en Daiya no Ace, entre otros. Como cantante es representado por Lantis.
Durante la séptima entrega de los Seiyū Awards, Ono ganó el premio a "Mejor actor de Reparto" junto a su colega Junichi Suwabe.

## Biografía
Ono nació el 22 de junio de 1984 en la prefectura de Shizuoka, Japón. Durante sus años de escuela secundaria, aspiraba a convertirse en jugador de fútbol profesional e incluso llegó a ser reclutado por el equipo Shimizu S-Pulse. Sin embargo, se vio obligado a abandonar dicho deporte en su tercer año como resultado de una fractura de hueso. En sus años en la universidad, Ono se volvió fanático del cantante y también actor de voz, Kishō Taniyama. Luego de conocer a Taniyama en persona en un evento de anime, este lo inspiró a seguir la misma carrera.
En agosto de 2011, Ono formó la unidad de actuación "You-Tak" junto con el también seiyū Takuya Eguchi. Ambos ya habían trabajado juntos en varias producciones y CD dramas. En enero de 2013, la unidad fue renombrada como You-Tak II. En marzo de 2013, Ono fue galardonado con el Seiyū Award en la categoría de "Mejor actor de reparto".

## Vida personal
El 2 de octubre de 2017, Ono anunció en su blog que estaba casado desde hacía siete años. Su esposa es una persona que trabaja fuera de la industria del entretenimiento.
El 20 de noviembre de 2018, Ono anunció en su blog que tomaría un descanso temporal de sus actividades tras resultar herido en un accidente de bicicleta, sufriendo fracturas en dos dedos de su mano izquierda y lesiones en el rostro.

## Filmografía

### Anime
| Año  | Título                                              | Papel                                       | Notas                      |
| ---- | --------------------------------------------------- | ------------------------------------------- | -------------------------- |
|      | Go! Anpanman                                        | Kuma no Oka                                 |                            |
|      | Sargento Keroro                                     | Alien                                       |                            |
| 2006 | Gintama                                             | Shige Shige Tokugawa, otros                 |                            |
| 2006 | Yume Tsukai                                         | Asistente de la estación                    |                            |
| 2006 | The Good Witch of the West                          | Soldado                                     |                            |
| 2007 | Saint October                                       | Joshua                                      |                            |
| 2007 | Saint Beast                                         | Demonio, Ángel                              |                            |
| 2007 | Koi suru Tenshi Angelique                           | Investigador                                |                            |
| 2007 | Toward the Terra                                    | Dr. Noll D                                  |                            |
| 2007 | Mushi-Uta                                           | Estudiante                                  |                            |
| 2007 | Da Capo II                                          | Varios                                      | 2 temporadas               |
| 2007 | Myself ; Yourself                                   | Presidente del consejo estudiantil          |                            |
| 2008 | Yu-Gi-Oh! 5D's                                      | Kyosuke Kiryu                               |                            |
| 2008 | Itazura na Kiss                                     | Watanabe                                    |                            |
| 2008 | Jigoku Shōjo                                        | Colega                                      | Temporada 3                |
| 2008 | Kannagi: Crazy Shrine Maidens                       | Estudiante                                  |                            |
| 2009 | Kimi ni Todoke                                      | Kazuichi "Pin" Arai                         | 2 temporadas               |
| 2009 | Fairy Tail                                          | Jason                                       |                            |
| 2010 | Kaichō wa Maid-sama!                                | Eita Yoshino, Shousei Nikaidou              |                            |
| 2010 | SD Gundam Sangokuden Brave Battle Warriors          | Chou-un Gundam (Zhao Yun)                   |                            |
| 2010 | Duel Masters Cross Shock                            | Criatura                                    |                            |
| 2010 | Battle Spirits: Brave'                              | Subordinado                                 |                            |
| 2010 | Super Robot Wars Original Generation: The Inspector | Varios                                      |                            |
| 2010 | Soredemo Machi wa Mawatteiru                        | Ayumu Arashiyama                            |                            |
| 2010 | Kuragehime                                          | Subordinado de Inari                        |                            |
| 2011 | Dog Days                                            | Emilio Alcide, Jean Casoni, otros           |                            |
| 2011 | Steins;Gate                                         | Viral attackers                             |                            |
| 2011 | Sket Dance                                          | Misato                                      |                            |
| 2011 | Sekai-ichi Hatsukoi                                 | Invitado                                    |                            |
| 2011 | Hen Zemi                                            | Sr. A                                       |                            |
| 2011 | It was truly there! Mr. Shinkin media               | Profesor Kohei, Mutsuki Obuchi, Musume Rusu |                            |
| 2011 | Inazuma Eleven Go                                   | Taiga Kishibe                               |                            |
| 2011 | Nurarihyon no Mago                                  | Kyo Yokai                                   |                            |
| 2011 | Baka to Test to Shōkanjū                            | Shunpei Natsukawa                           |                            |
| 2011 | Blood-C                                             | Residente                                   |                            |
| 2011 | Dantalian no Shoka                                  | Soldado                                     |                            |
| 2011 | Hunter × Hunter                                     | Seaman A                                    |                            |
| 2011 | Kimi to Boku                                        | Kaname Tsukahara                            | 2 temporadas               |
| 2011 | High Score                                          | Rieji Fujiwara                              |                            |
| 2012 | Jigoku Youchien                                     | Kiichi-kun                                  | ONA                        |
| 2012 | Danshi Kōkōsei no Nichijō                           | Toshiyuki Karasawa                          |                            |
| 2012 | Inu x Boku SS                                       | Chico 1                                     |                            |
| 2012 | Zetman                                              | Fire Player                                 |                            |
| 2012 | Medaka Box                                          | Zenkichi Hitoyoshi                          | 2 temporadas               |
| 2012 | Kuroko no Basket                                    | Taiga Kagami                                | 3 temporadas y 4 películas |
| 2012 | Hyōka                                               | Miembro de cappella                         |                            |
| 2012 | Muv-Luv                                             | Imperial Force A, colega                    |                            |
| 2012 | Tari Tari                                           | Tōru Hamada                                 |                            |
| 2012 | Good Luck Girl!                                     | Urashimanoko Mizunoe                        |                            |
| 2012 | Kokoro Connect                                      | Shingo Watase                               |                            |
| 2012 | Battle Spirits: Sword Eyes                          | Sora Ryouyu                                 |                            |
| 2012 | Tonari no Kaibutsu-kun                              | Tomio, Nagoya                               |                            |
| 2012 | Sakura-sō no Pet na Kanojo                          | Senpai, profesor                            |                            |
| 2013 | Daiya no Ace                                        | Isashiki Jun                                |                            |
| 2013 | Da Capo III                                         | Kiyotaka Yoshino                            |                            |
| 2013 | Beast Saga                                          | Head                                        |                            |
| 2013 | Hataraku Maō-sama!                                  | Shirō Ashiya / Alciel                       |                            |
| 2013 | Devil Survivor 2: The Animation                     | Berserker                                   |                            |
| 2013 | Namiuchigiwa no Muromi-san                          | Fish Dinosaur                               |                            |
| 2013 | Suisei no Gargantia                                 | Kugel                                       |                            |
| 2013 | Arata Kangatari                                     | Kannagi                                     |                            |
| 2013 | Kakumeiki Valvrave                                  | Kyūma Inuzuka                               | 2 temporadas               |
| 2013 | Makai Ōji                                           | Mycroft Swallow                             |                            |
| 2013 | Silver Spoon                                        | Shinichirō Inada                            | 2 temporadas               |
| 2013 | Chihayafuru 2                                       | Emuro Ryōga                                 |                            |
| 2013 | Strike the Blood                                    | Dimitrie Vatler                             |                            |
| 2014 | Noragami                                            | Yuusuke Urasawa                             |                            |
| 2015 | Durarara!! x2 Shō                                   | Chikage Rokujo                              |                            |
| 2015 | Shokugeki no Sōma                                   | Isami Aldini                                |                            |
| 2016 | JoJo's Bizarre Adventure: Diamond is Unbreakable    | Josuke Higashikata                          |                            |
| 2016 | Servamp                                             | Tetsu Sendagaya                             |                            |
| 2016 | Cheer Boys!!                                        | Shō Tokugawa                                |                            |
| 2018 | Ginga Eiyuu Densetsu: Die Neue These                | Jean Robert Lapp                            |                            |
| 2018 | Yuragisō no Yūna-san                                | Kogarashi Fuyuzora                          |                            |
| 2018 | Dakaretai Otoko 1-i ni Odosarete Imasu              | Junta Azumaya                               |                            |
| 2018 | Kishuku Gakkou no Juliet                            | Inuzuka Romio                               |                            |
| 2019 | Chihayafuru 3                                       | Emuro Ryōga                                 |                            |
| 2019 | Assasin's Pride                                     | Kufa Vampir                                 |                            |
| 2019 | Beastars                                            | Louis                                       |                            |
| 2019 | Ensemble Stars!                                     | Koga Oogami                                 |                            |
| 2020 | Pet                                                 | Satoru                                      |                            |
| 2020 | Somali to Mori no Kamisama                          | Haitora                                     |                            |
| 2020 | Yesterday wo Utatte                                 | Minato                                      |                            |
| 2020 | Mr Love: Queen's Choice                             | Gavin                                       |                            |
| 2020 | The Titan's Bride                                   | Caius Lao Bistail                           |                            |
| 2020 | Yūkoku no Moriarty                                  | John H. Watson                              |                            |
| 2021 | Skate-Leading☆Stars                                 | Taiga Himuro                                |                            |
| 2022 | Aoashi                                              | Chiaki Mutō                                 |                            |
| 2022 | Blue Lock                                           | Rensuke Kunigami                            |                            |
| 2022 | Bleach: Sennen Kessen-hen                           | Bazz-B                                      |                            |
| 2022 | Hataraku Maō-sama! 2nd Season                       | Shirō Ashiya / Alsiel                       |                            |
| 2022 | Sasaki to Miyano                                    | Jirō Ogasawara                              |                            |

## Música
- Interpretó junto con Wataru Hatano,  KENN, Takuya Eguchi, Shōta Aoi y Yūichirō Umehara el sencillo Kimi ni Maji-kyun! de la franquicia Magic-Kyun! Renaissance, llegando al puesto 22 de ventas en Japón.
- Interpretó junto a Yoshitsugu Matsuoka, Nobunaga Shimazaki y Keisuke Kōmoto el opening de Watashi ga Motete Dousunda 『Prince×Prince』.
- Formó parte del Yumeiro Cast junto a Yū Hayashi, Toshiyuki Toyonaga, Ryōta Ōsaka, Natsuki Hanae, Yūto Uemura y Tasuku Hatanaka.